# Râul Ciugud
Râul Ciugud este un curs de apă, afluent pe dreapta al râului Mureș, în aval de satul Inoc. Acesta își are izvoarele în Munții Trascăului și are o lungime de 13 km. Bazinul său hidrografic se întinde pe o suprafață de 33 km2.

## Hărți
- Harta Județului Alba
- Harta Munții Apuseni
- Harta Munții Trascău  Arhivat în 11 octombrie 2008, la Wayback Machine.